# Études byzantines

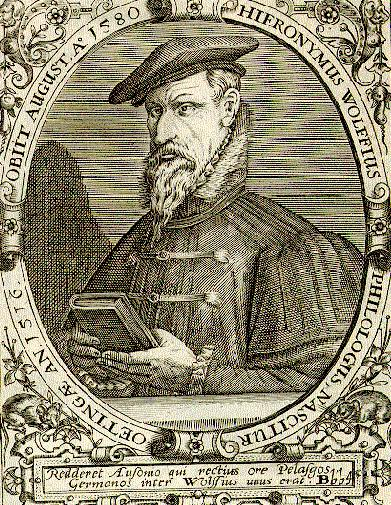
L’historien allemand Hieronymus Wolf, créateur des études byzantines

Les études byzantines (ou byzantinologie) sont une branche interdisciplinaire des sciences humaines qui aborde l'histoire, la culture, l'art, l'architecture, la littérature, la musique, la religion, l'économie, la politique et les sciences de l'Empire byzantin. Le philologue Hieronymus Wolf, humaniste de la Renaissance, est considéré comme le fondateur de la discipline en Allemagne. Il a donné le nom de « byzantin » à l'Empire romain d'Orient qui a subsisté après l'effondrement de la partie occidentale de l'Empire romain en 476. Environ 100 ans après la chute de Byzance aux mains des Ottomans, Wolf commença à colliger, à réviser et à traduire les écrits des philosophes byzantins. Un spécialiste en études byzantines est appelé un byzantiniste.

## Le domaine des études byzantines

### Historique
Les études byzantines sont une discipline qui s’intéresse à l’histoire et à la culture de Byzance soit que l’on désigne sous ce terme l’Empire byzantin (l’Empire romain d’Orient) ou de façon plus étroite, Constantinople, capitale du même empire. Après une période sombre marquée par la perte de bon nombre de territoires reconquis par Justinien et les invasions arabes, les IXe siècle et Xe siècle furent témoins d’un renouveau culturel qui se traduisit par la redécouverte de l’héritage classique grec. Si le corpus de la littérature classique fut retrouvé, colligé et traduit pendant ces deux siècles, c’est au cours des deux siècles suivants que commença le processus d’assimilation et de réflexion sur ces textes , processus dans lequel on peut voir le précurseur des études byzantines. Ce processus se poursuivit grâce à des intellectuels comme Gémiste Pléthon (v. 1355 /1360 — 26 juin 1452) et autres émigrés qui firent redécouvrir les philosophes grecs et leurs commentateurs dans les grandes villes d’Italie comme Florence, Venise et Rome où s’amorçait la Renaissance. Grâce au développement de l’imprimerie et à la création de caractères d'imprimerie grecs, les Presses aldines publièrent des versions facilement manipulables de textes grecs et latins. À partir du XVIIe siècle, ces textes se répandirent dans l’ensemble de l’Europe et en Russie. C’est ainsi que la fin du XIXe siècle et le début du XXe siècle virent les études byzantines se développer comme une discipline à part entière grâce à divers mouvements comme le romantisme au début et le marxisme par la suite.

### Résumé de l’histoire de Byzance

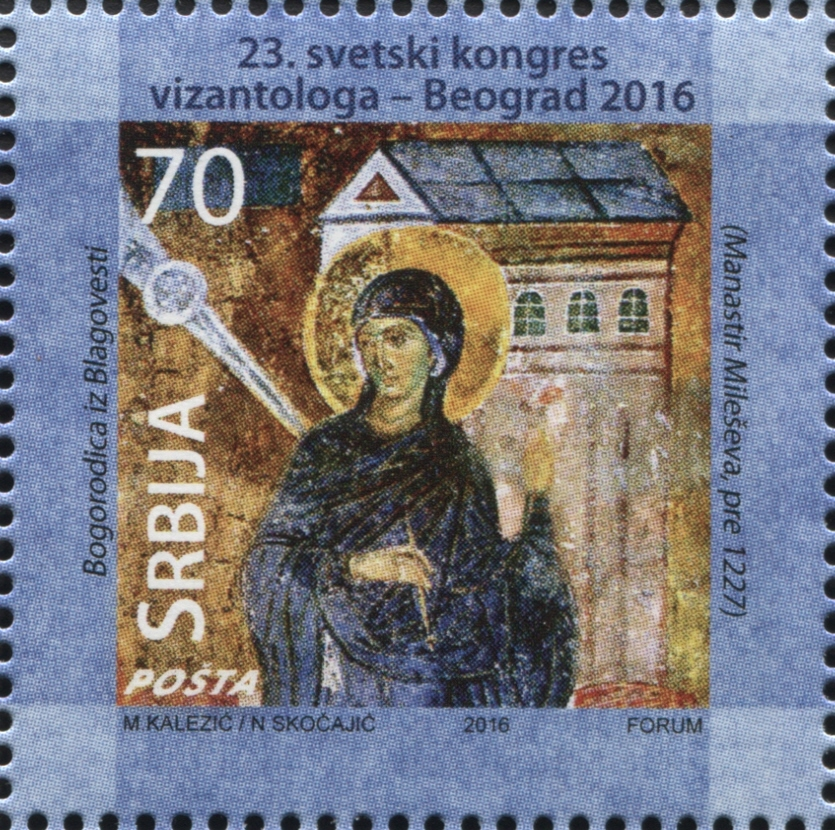
Timbre émis par la Serbie à l’occasion du 23e Congrès des Études byzantines à Belgrade en 2016.

Les caractéristiques fondamentales de Byzance au Moyen Âge étaient sa culture gréco-hellénistique, ses traditions étatiques héritées de Rome, l’influence de l’Orient et la foi chrétienne orthodoxe, à quoi s’ajoutait une relative unité de culture et de langage. On prend généralement comme point de départ de son histoire le règne de Constantin Ier (r. 306-337) et la fondation de Constantinople en 330. L’Empire romain d’Orient comme on peut aussi appeler l’Empire byzantin commença quant à lui lorsque Théodose (r. 379-395) partagea à sa mort l’empire entre ses deux fils, Auguste Arcadius qui reçut l’Orient et Honorius qui hérita de l’Occident.
On divise généralement l’histoire de l’Empire romain d’Orient en trois périodes : antique, moyenne et tardive. Toutefois, les historiens ne s’entendent guère sur les dates marquant le début et la fin de chaque période. Le « Oxford Dictionary of Byzantium » propose plutôt une division en cinq périodes.
La première période que l’on pourrait appeler « Empire romain tardif » et que P. Lemerle appelait « protobyzantin » va de la division de l’empire par Théodose (r. 379-395) à la mort d’Héraclius (vers ou en 575 -  641). Elle est marquée par la reconquête de l’Italie, de l’Afrique du nord et du sud de l’Espagne par l’empereur Justinien Ier (r. 527-565) et la perte sous l’empereur Héraclius (r. 510-641) d’une bonne partie des provinces orientales, de l’Espagne récupérée par Justinien et de la presque totalité des Balkans. C’est également sous cet empereur que le grec remplaça le latin comme langue de l’administration.
La deuxième période ou « période noire » s’étend du milieu du VIIe siècle jusqu’au milieu du IXe siècle. Elle se caractérise par une crise des villes, d’importantes pertes territoriales et le déclin de la culture. Sa prétention à l’empire universel fut remise en question par le couronnement de Charlemagne en 800 comme « Empereur des Romains ». Enfin, c’est la période de la crise iconoclaste (717-843) qui mettra aux prises partisans et adversaires des images.
Suivit une période de renouveau et de consolidation, aussi appelée « Renaissance macédonienne » ou « période de l’encyclopédisme » s’étendant d’environ 850 jusqu’à 1025. On redécouvre alors, on compile et on recopie les auteurs anciens sans toutefois chercher à  les analyser et à en faire une critique raisonnée. L’État se centralise et impose une uniformité idéologique et culturelle à la société .
La quatrième époque (vers 1025 – 1261) est divisée en deux par la chute de Constantinople aux mains des croisés en 1204. Durant cette période, les contacts plus fréquents avec l’Ouest conduisent à une « occidentalisation » de l’économie  marquée par la croissance des villes de province et le développement d’une aristocratie « semi-féodale », ainsi que par une nouvelle vie culturelle qualifiée de « pré-Renaissance » ou de « renaissance coménienne ». La chute de Constantinople aux mains des croisés conduira à la création de divers États successeurs où les souverains de l’empire de Nicée et du despotat d'Épire chercheront à être vus comme les légitimes successeurs de l’Empire byzantin.
La reconquête de Constantinople par les Paléologues marque le début de ce que l’on peut appeler « l’Empire des Détroits » (1261-1453). L’empire est alors réduit à Constantinople et à ses environs immédiats. Sur le plan économique, Byzance abandonne sa suprématie aux marchands de Venise, Gênes et Pise qui réorganisent le commerce méditerranéen à leur profit. C’est aussi une période d’intenses guerres civiles mettant aux prises divers membres de la famille Paléologue entre eux et de la montée en puissance des Cantacuzène. Toutefois, c’est aussi une période de rayonnement intellectuel intense, grâce entre autres à des patriarches érudits comme Grégoire II de Chypre et Gennadios II Scholarios ou réformateurs comme Athanasios Ier. Cependant l’étau que faisaient peser les Ottomans qui assiégèrent Constantinople de 1394 à 1402 se resserra progressivement jusqu'à sa chute en 1453. La Morée parvint à maintenir son indépendance jusqu’en 1460, alors que l’empire de Trébizonde et Mistra succombaient l’année suivante.

### Langue et littérature

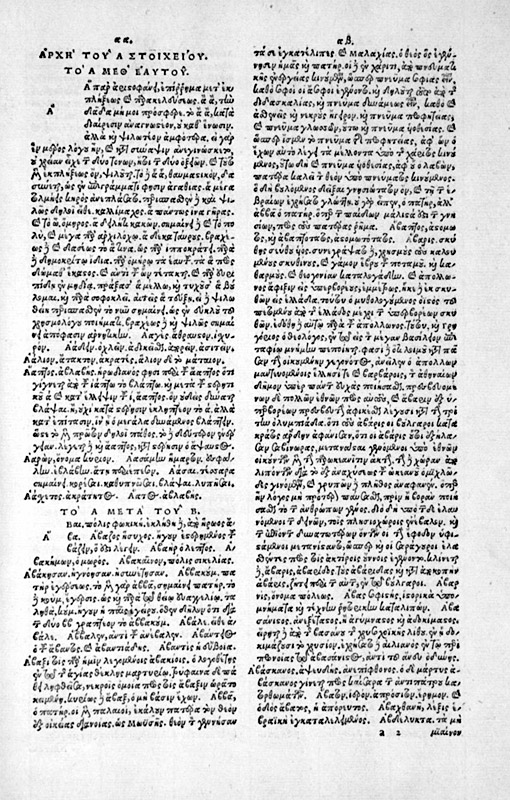
Première page d'une édition ultérieure de la Souda, encyclopédie byzantine, rédigée probablement vers le X.

On peut distinguer trois niveaux de langue parlée et écrite dans l’Empire byzantin : une, savante et « atticisante », couramment employée par les lettrés; une forme de grec ancien qui servit de langue commune au monde hellénique et fut normalisée à l'époque hellénistique (d'environ 330 av. J.-C. à 330) appelée koinè (langue commune); le démotique issu de la koinè, langue populaire d’où est issu le grec moderne et qui fut la langue de l'Empire romain d'Orient entre 330 et 1453. À cela s’ajoutait une langue liturgique (Ακολουθική Ελληνική – Akolouthikè Ellènikè) uniquement employée dans certaines grandes cérémonies religieuses.
Le concept de « littérature » n’existait pas à Byzance; ce qui s’en rapprochait le plus était celui de « logoi », incluant l’ensemble des textes « écrits avec style », qu’ils soient de nature juridique, historique, rhétorique, romanesque, hagiographique, etc. Elle se prêtait dès lors mal à une classification précise, que ce soit en termes de temps (grandes périodes historiques) ou de genres. De plus, à une époque où les livres étaient rares et chers, cette littérature était davantage faite pour être déclamée que pour être lue.
Les genres les plus à la mode étaient :
- L’historiographie, tant sous forme d’histoire suivie (remontant souvent à la Création) que de Chroniques. De Jean Malalas (Ve siècle – VIe siècle) à Sphrantzès (1401-1478), chaque siècle produisit un historien, chroniqueur ou biographe[14].

- L’hagiographie ou rédaction de vies de saints qui atteint sa plus grande popularité aux VIe siècle et VIIe siècle. Le genre disparut presque totalement au VIIIe siècle pour réapparaitre, timidement d’abord au IXe siècle et atteindre une nouvelle popularité aux Xe siècle et XIe siècle, s’étant transformé entretemps : le merveilleux céda alors le pas au mystique et l’ascète du désert au saint jouant un rôle important dans la vie de la cité[15].

- La rhétorique ou « codification de la méthode, des procédés observés chez les grands orateurs, pour émouvoir et convaincre leurs auditeurs, en s’adressant à leurs sentiments et à leur jugement[16] ». Codifiées par l’un des plus célèbres rhéteurs païens de l’antiquité, Libanius d’Antioche (314-391), ces règles furent modifiées au Ve siècle lors de la création d’une école de rhétorique chrétienne à Gaza. Procope, son fondateur, s’appliqua à remplacer les exemples tirés de la mythologie païenne par des exemples tirés des Saintes Écritures[17]. Les modèles les plus souvent imités demeurèrent longtemps Démosthène et Ailos Aristeides.

- Les récits apocryphes qui, tant par leur forme que leur contenu ressemblent à des Livres de l’Ancien ou du Nouveau Testament, mais ne sont pas reconnus par les Églises comme inspirés par Dieu. Ils peuvent développer ou imaginer le détail de faits contenus dans les Écritures ; certains furent écrits pour justifier l’une ou l’autre des doctrines hérétiques qui se multiplièrent dans l’Église primitive[18] , [19].

- Les romans en prose souvent d’inspiration orientale et dont le plus célèbre est  probablement Barlaam et Josaphat, qui raconte la conversion d’un prince indien, Joasaph, par un ermite et comment il parvient par la suite à convertir son propre père. Il s’agit d’une adaptation chrétienne de la conversion d'un disciple de Siddhartha Gautama[20],[21].

- Les pamphlets et la satire qui, très en vogue dans l’Antiquité classique, trouvèrent un nouveau souffle dans la littérature byzantine du XIe siècle tout en demeurant un genre mineur, qu’ils prennent la forme de parodies ou d’allégories[22].

- La poésie profane ou religieuse. Tout comme la littérature en prose était destinée à être déclamée davantage qu’à être lue, la poésie était à l’origine chantée[23].

- Enfin, on doit mentionner l’épopée, genre représenté par trois grandes sagas :
  - La Digénis Akritas  ayant pour sujet les luttes se déroulant aux frontières de Cilicie et de Cappadoce aux IXe et Xe siècles entre les gardiens des frontières (Akritai) d’une part, les Sarrasins d’autre part, auxquels il faut ajouter les Apélates, bandes de brigands vivant aux dépens des deux adversaires.
  - La Chronique de Morée ou Livre de la Conquête, récit de la conquête du Péloponnèse et de la fondation de la principauté de Morée écrit par un poète franc au XIVe siècle, lequel se rendant compte de l’hellénisation progressive des descendants des croisés veut rappeler à ceux-ci les hauts faits de leurs ancêtres.
  - La Guerre de Troie, poème anonyme du XIVe siècle et traduction presque littérale du Roman de Troie de Benoit de Sainte-Maure. Genre d’Iliade byzantine, ce poème de 1 166 vers politiques non rimés fut probablement écrit au XIVe siècle.

### Identité
Parmi les byzantinistes contemporains, on peut distinguer trois courants de pensée sur la façon dont les Byzantins concevaient leur identité. Le premier, qui rallie la plupart des spécialistes, est que la « Romanité » était la façon dont se percevaient les citoyens d’un empire multi-ethnique où la majorité de la population se disait simplement « romaine » et où seule une minorité de l’élite intellectuelle se qualifiera, à la fin de l’empire, d’ « Hellènes ». Le deuxième, qui s’est développé surtout à partir du nationalisme grec contemporain, voit la romanité comme la manifestation médiévale de l’identité nationale grecque traditionnelle, alors que la troisième proposée plus récemment par Anthony Kaldellis y voit le précurseur de l’identité nationale.

## Domaines de recherches

### Modes de transmission
Ce domaine étudie principalement les textes qui ont été conservés sous forme de papyrus, de parchemins ou de papier. Les rouleaux en papyrus de l’antiquité (papyrologie) seront progressivement remplacés par les codices (singulier : codex) en parchemin du Moyen Âge (codicologie) avant que n’arrive au IXe siècle le papier par le truchement des Arabes et des Chinois. Il s’intéresse également aux inscriptions, monnaies et médailles.

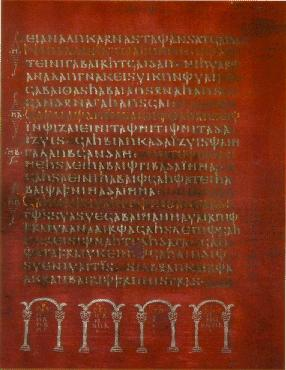
Première page du Codex Argenteus (VIe siècle).
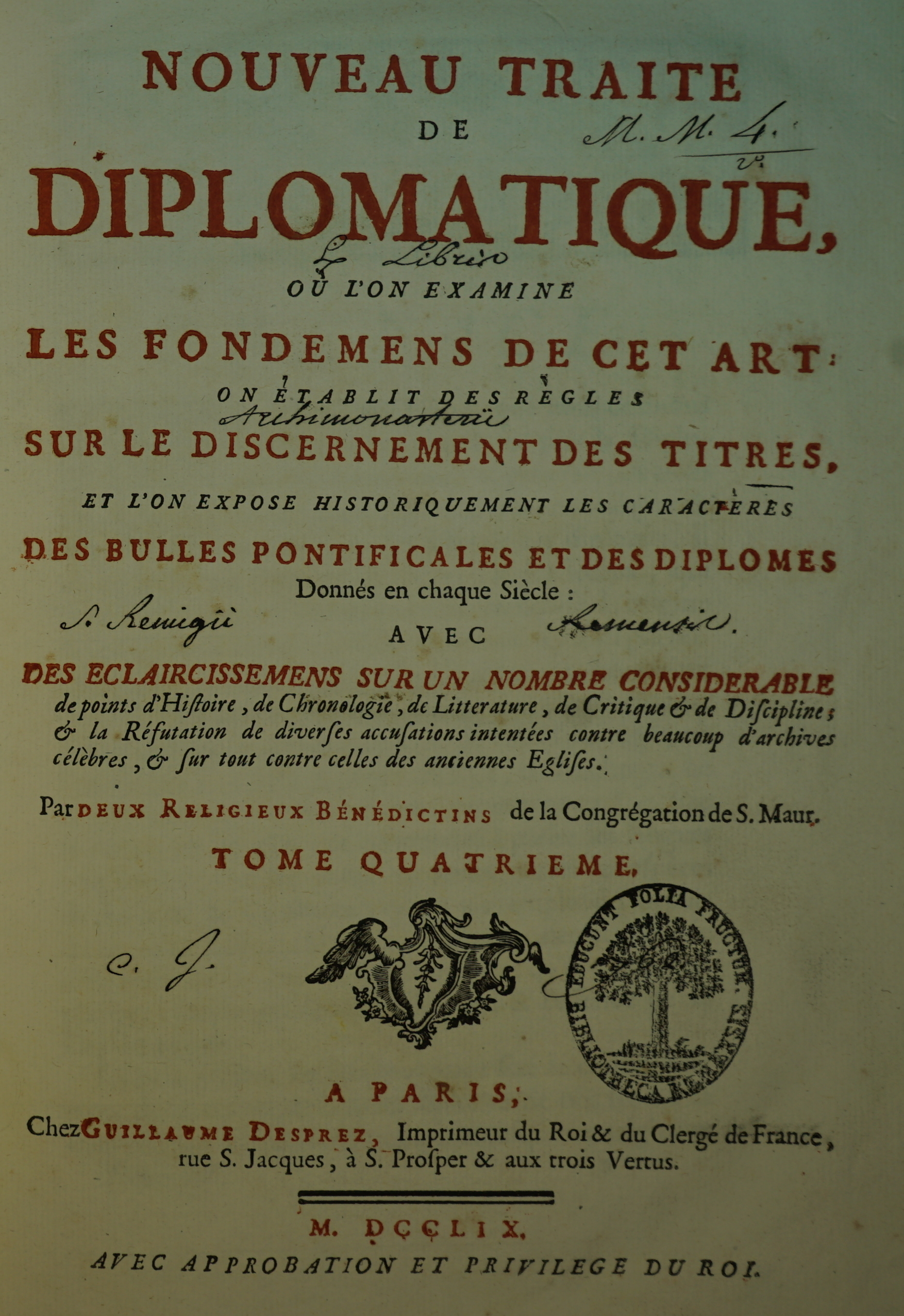
Page de couverture du volume 4 du Nouveau traité de diplomatique de René Prosper Tassin et Charles-François Toustain (1759).
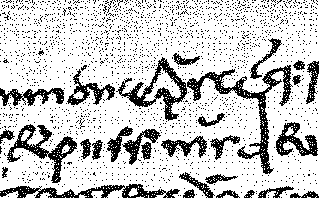
Texte ancien auquel pourrait s’intéresser la paléographie.

### Diplomatique
La diplomatique est une science auxiliaire de l'histoire qui étudie la structure, la classification, la valeur, la tradition et l'authenticité des documents officiels (les « diplômes » au sens historique du terme).
Ces documents peuvent être catalogués soit selon leurs auteurs, par exemple : séculiers (émanant de l’empereur ou d’une autre institution) ou religieux (émanant du patriarche ou d’une autre instance), ou encore d’après leur transmission (originaux, copies, imitations, falsifications,…). Les documents impériaux eux-mêmes peuvent être rangés selon qu’il s’agisse de la promulgation de lois, de règlements concernant des cas spécifiques, de politique étrangère ou de documents administratifs. Les documents les plus prestigieux étaient les chrysobulles, documents officiels utilisés par la chancellerie impériale de Byzance et scellés d’une bulle d’or (d’où son nom).
Les recherches en diplomatique peuvent utiliser la sigillographie ou étude des sceaux apposés sur les documents ainsi que la paléographie ou étude des écritures manuscrites anciennes, cette dernière visant d’abord à déchiffrer les textes anciens dont la graphie a évolué dans le temps, à étudier l’évolution des écritures ainsi que les systèmes de production de l'écriture, dans un contexte culturel et social. Ainsi, Nicolas Oikonomides, byzantiniste de renom, était conseiller en sigillographie du centre Dumbarton Oaks.

### Épigraphie

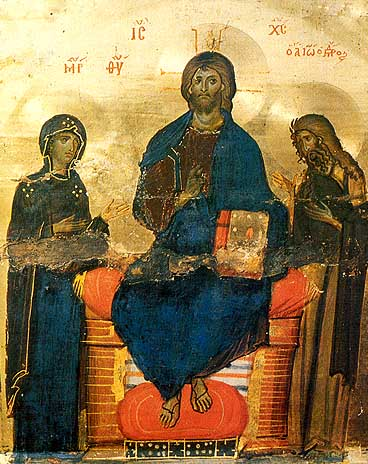
Inscriptions avec monogrammes sur l’icône de la Deesis du monastère Sainte-Catherine du Sinaï (XII)

L’épigraphie ou étude des inscriptions réalisées sur des matières non putrescibles telles que la pierre (on parle alors d’« inscriptions lapidaires »), l’argile ou le métal, permet de dater ces objets, de les replacer dans leur contexte culturel, de les traduire et de d’en déduire diverses informations concernant un règne, un évènement, un endroit, etc.
Le premier but d’une étude épigraphique est la lecture correcte d’un texte comprenant le déchiffrement des nombreuses abréviations utilisées, des monogrammes et des cryptogrammes; elle exige une certaine familiarité avec les formules et titulatures propres aux différents États ainsi qu’à leur évolution. Pour certaines catégories de textes, il existe des compilations relativement complètes (par exemple inscriptions sur pièces d’ivoire, monnaies et sceaux), mais pour d’autres les informations sont dispersées dans nombre de publications relatives à divers monuments, à des campagnes de fouilles, à des régions géographiques ou à des catalogues de musées.
Une classification assez arbitraire des textes permettrait de les regrouper de la façon suivante : textes religieux, décrets (en particulier les chrysobulles), monnaies et mesures diverses, marques de propriété (bornes de domaines, sceaux, etc.), inscriptions sur les édifices ou leur décoration, inscriptions sur des statues ou portraits officiels, acclamations (pour l’empereur lors de diverses cérémonies), dédicaces (souvent introduites par la formule Deesis tou doulou), épigrammes sur de petits objets (ivoires, icônes, etc.).
Et même si, en théorie, l’épigraphie byzantine devrait inclure toutes les inscriptions recueillies dans l’empire quelle que soit la langue utilisée (grec, latin, syriaque, copte, arménien, etc.), celles qui sont inscrites dans des langues autres que le grec  et le latin sont souvent laissées à l’étude de spécialistes de cette langue et par conséquent sont difficilement accessibles à l’ensemble des byzantinistes.

### Numismatique

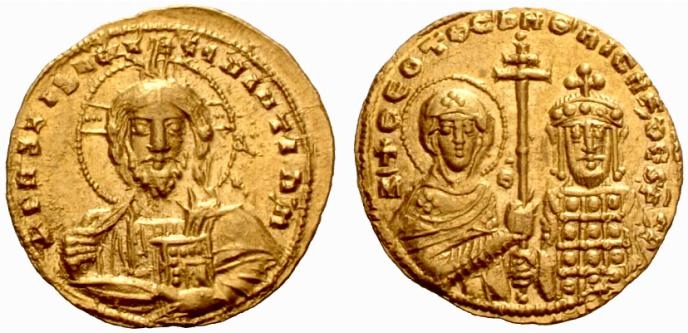
Histamenon de Nicéphore II Phocas (4.42 g.)

L’étude des monnaies frappées par les empereurs au cours de l’histoire reflète l’évolution de l’économie de l’empire et aussi l’étendue de l’influence byzantine dans le commerce international. Après la chute de Rome en 476, le système monétaire byzantin reposera pendant plusieurs siècles sur une monnaie d’or, le solidus (terme latin) qui sera remplacé par le nomisma (son équivalent grec) et diverses pièces de bronze. Le nomisma sera à son tour remplacé par l’hyperpère sous le règne d’Alexis Ier et restera la monnaie officielle jusqu’à la fin de l’empire. Ce n’est que vers la fin de l’empire que l’on verra apparaitre des pièces d’argent, témoins des difficultés économiques que traversait celui-ci.
Même si le système était relativement simple et que de nombreux exemples de monnaies soient parvenus jusqu’à nous, certaines datées avec indication de l’endroit de leur frappe, leur étude peut être compliquée par le fait que l’on ignore souvent comment les valeurs des différents métaux étaient reliées entre elles et même comment étaient appelées certaines pièces. Par ailleurs, même si une dénomination devait en théorie avoir la même teneur en métal fin par rapport à la livre byzantine (par ex : 72 pour le solidus) cette uniformité était impossible à maintenir en pratique et des variations allant jusqu’à 50% ont été constatées.
La numismatique offre toutefois des informations précieuses sur la propagande impériale (par exemple l’introduction du titre complet Basileus Rhomaion sur les miliaresions d’argent de Michel II après que Charlemagne ait été reconnu comme « basileus » -- mais non des Romains). La façon dont les empereurs y sont représentés nous renseigne à la fois sur la façon dont ils voulaient être vus par leurs sujets, en même temps que sur l’évolution du costume impérial et de ses attributs.

### Métrologie
Dans le champ des études byzantines, la métrologie ou science de la mesure, permet d’étudier les poids et longueurs utilisés dans l’empire au cours des siècles à partir de textes littéraires, de monnaies, de poids et même d’édifices. Le système de mesures utilisé à Byzance était une combinaison des anciennes mesures grecques et romaines et de divers systèmes utilisés dans l’empire, mais cette étude s’avère complexe en raison du fait qu’un même terme est souvent employé pour décrire différentes réalités, alors que d’autres fois une réalité est appelée par différents noms.
Ce n’est que sous Justinien Ier (r. 527-565) qu’apparut un système unifié de mesures, chaque région utilisant jusqu’alors son système traditionnel pour les longueurs, surfaces, volumes, poids et temps. Pour des raisons essentiellement d’administration fiscale, cet empereur lança un processus de standardisation. La mesure de base était pour le poids, la logarike litra (approx. 320 g.), celle de volume le megarikon de 102,5 litres, pour la surface des champs le zeugarion et le modios (unité de capacité de grains) et pour les mesures linéaires le schoinion ou orgyia. En dépit de l’insistance des autorités sur l’utilisation des mesures officielles, d’autres mesures continuèrent à être utilisées en parallèle sous l’influence de traditions locales ou étrangères, ou encore selon les besoins spécifiques de certains métiers. Avec la chute de Constantinople, des monnaies vénitiennes, génoises et pisanes furent introduites, de même que diverses mesures turques avec l’avancée des forces ottomanes.

### Chronologie
Le calendrier byzantin, aussi appelé « Ère de la création du monde » ou plus simplement « Ère byzantine » (en abrégé AM ou Anno Mundi), fut d’abord utilisé par l’Église orthodoxe du patriarcat œcuménique  à partir de 691  avant de devenir le calendrier officiel de l’Empire byzantin vers 988  et le resta jusqu’à la chute de Constantinople en 1453. Ce calendrier était basé sur le calendrier julien. Toutefois, l’année commençait le 1er septembre et l’année elle-même était numérotée en fonction de la Création du Monde, lequel selon la Bible des Septante aurait été créé 5509 ans avant la naissance de Jésus-Christ. Ainsi, une période s’étendant du  1er septembre 2017 au 31 août 2018 correspondrait à l’an 7526 AM.
Le calendrier se basait également sur un cycle d’ « indiction » ou période de quinze ans , correspondant originellement à la période à la fin de laquelle l’assiette fiscale devait être révisée. Au début de l’empire, le premier jour de l’année commençait alors le 23 septembre, jour anniversaire de l’empereur César Auguste, mais dans la deuxième moitié du Ve siècle, probablement en 462, cette date fut transférée au 1er septembre et le restera par la suite jusqu’à la fin de l’empire. En 537, l’empereur Justinien dans sa Novelle (édit) 47 décréta que toutes les dates officielles devaient inclure la mention de l’indiction.
Une date pouvait ainsi se lire : « […] À partir du quinzième jour du mois de janvier dernier, dans la quatrième indiction, en l’an six mille cent-quatre-vingt-dix…”.

## Développement des études byzantines
Créés en 1924, au lendemain de la Première Guerre mondiale les Congrès internationaux des Études byzantines se sont d’abord réunis dans des pays riches de l’héritage de l’Empire byzantin : Bucarest (1924), Belgrade (1927), Athènes (1930), Sofia (1934). Dès le départ, ils ont mis l’accent sur l’interdisciplinarité et l’interculturalité propres à cette discipline à un moment où l’Europe se redéfinissait. Le premier congrès divisa ses travaux en deux grandes sections – histoire d’une part, philologie et archéologie d’autre part, pour réunir « les domaines les plus variés du byzantinisme, droit, institutions, épigraphie, numismatique, architecture, peinture, sculpture, iconographie». À cette époque, les Études byzantines souffraient de la vision péjorative  de Byzance qu’avaient entretenue au cours des siècles précédents des hommes des Lumières comme Montesquieu, Voltaire ou Gibbon ainsi que de la propension à privilégier les périodes « classiques » de l’histoire de la Grèce et de la Rome antiques. La première revue d’études byzantines, la prestigieuse Byzantinische Zeitschrift, fut créée en 1892 par Karl Krumbacher, qui obtint en 1897 une chaire à l’université de Munich. Peu de temps après, une chaire devait être créée à la Sorbonne dont le premier détenteur fut l’historien Charles Diehl. À  la même époque fut fondée la revue russe Vizantijskij Vremennik.
La période entre les deux grandes Guerres mondiales devait mettre à rude épreuve l’interdisciplinité et l’interculturalité dont se réclamaient les Études byzantines et les congrès de l’époque reflétèrent les conflits entre puissances européennes, tant sur le plan politique que religieux. Toutefois, la même période devait voir le développement des Études byzantines en Amérique du Nord avec la création en 1920 de la fondation de la Dumbarton Oaks Reserarch Library and Collection, qui à l’origine ne s’intéressait qu’aux Études byzantine et dont la gestion fut confiée à l’université Harvard. C’est là qu’en 1944, se réunit la Conférence de Dumbarton Oaks qui posa les bases des Nations unies.
Le XXIIIe Congrès des Études byzantines s’est réuni à Belgrade en 2016 et réunissait 1 200 participants venus de 49 pays différents. Le thème “Byzantium – a World of Changes”, était inspiré d’une épigramme de Maxime Planudès (c. 1260 – c. 1305) “Tout change, mais rien ne se perd” (Πάντα μὲν γὰρ μεταβάλλεται, ἀπόλλυται δὲ οὐδέν),.

## Quelques byzantinistes éminents

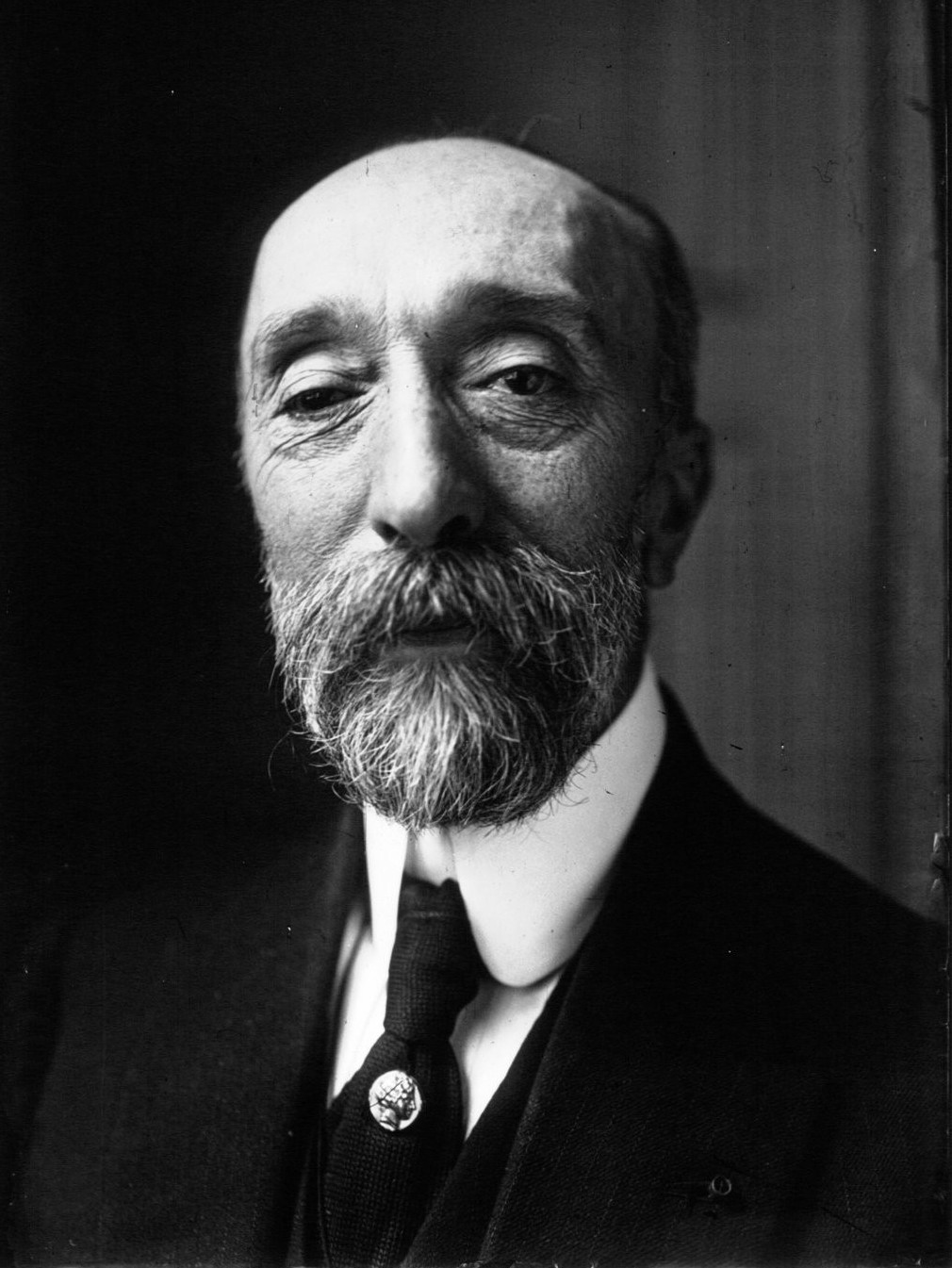
Charles Diehl en 1922.

Lorsqu'ils ne sont pas exclusivement historiens, leur activité principale et leurs activités en lien avec les autres branches des études byzantines sont précisées.
- Hieronymus Wolf (1516-1580), fondateur allemand de la discipline
- Wladimir Brunet de Presle (1809-1875), byzantiniste français
- Antonin Kapoustine (1817-1894), ecclésiastique et byzantiniste russe
- Vassili Vassilievski (1838-1889), byzantiniste russe
- Gustave Schlumberger (1844-1929), numismate et byzantiniste français
- Charles Bayet (1849-1918), historien de l'art et byzantiniste français
- Charles Diehl (1859-1944), historien de l'art et byzantiniste français
- Gabriel Millet (1867-1953), archéologue et byzantiniste français
- Alexandre Vassiliev (1867-1953), byzantiniste russe
- Louis Bréhier (1868-1951), historien de l'art et byzantiniste français
- Nicolas Adontz (1871-1942), byzantiniste arménien
- Vladimir Benechevitch (1874-1938), paléographe et byzantiniste russe
- Guillaume de Jerphanion (1877-1948), jésuite, épigraphiste, géographe, photographe, linguiste, archéologue et byzantiniste français
- Jean Ebersolt (1879-1933), archéologue, historien de l'art et byzantiniste français
- Henri Grégoire (1881-1964), philologue et byzantiniste belge
- Raymond Janin (1882-1972), prêtre assomptionniste et byzantiniste français
- Otmar Schissel von Fleschenberg (1884-1943), philologue germaniste et byzantiniste autrichien
- Anastássios Orlándos (1887-1979), archéologue et byzantiniste grec
- Germaine Rouillard (1888-1946) philologue et byzantiniste française
- Rodolphe Guilland (1888-1981), byzantiniste français
- Venance Grumel (1890-1967), théologien et byzantiniste français
- Franz Dölger (1891-1968), philologue et byzantiniste allemand
- Alphonse Dain (1896-1964), helléniste et byzantiniste français
- André Grabar (1896-1990), historien de l'art, professeur d'archéologie et byzantiniste français d'origine russe
- Vitalien Laurent (1896-1973), prêtre et byzantiniste français
- Paul Lemerle (1903-1989), byzantiniste français
- Gervase Mathew (1905-1976), prêtre catholique et byzantiniste britannique
- Dionýsios Zakythinós (1905-1993), historien et politicien grec
- Hugo Buchthal (1909-1996), historien de l'art et byzantiniste allemand
- Robert Browning (1914-1997), byzantiniste britannique
- Herbert Hunger (1914-2000), byzantiniste autrichien
- Dimitri Obolensky (1918-2001), byzantiniste britannique d'origine russe
- Antoine Wenger (1919-2009), ecclésiastique et byzantiniste français
- Donald MacGillivray Nicol (1923-2003), byzantiniste britannique
- Hélène Ahrweiler (1926), universitaire et byzantiniste française d'origine grecque
- Cyril Mango (1928-2021), archéologue, historien de l'art et byzantiniste britannique
- Évelyne Patlagean (1932-2008), byzantiniste française
- Gilbert Dagron (1932-2015), byzantiniste français
- Nicolas Oikonomidès (1934-2000), byzantiniste grec
- Alain Ducellier (1934-2018), byzantiniste français
- Ioánnis Liápis (1938), archéologue, théologien et byzantiniste grec
- Tania Velmans (1938), historienne de l'art et byzantiniste française
- Michel Kaplan (1946), byzantiniste français
- Jean-Claude Cheynet (1947), byzantiniste français
- Jannic Durand (1955), historien de l'art et byzantiniste français
- Panagiotis Agapitos (1959) byzantiniste grec
- Élisabeth Malamut, historienne médiéviste et byzantiniste française
- Carmelo Giuseppe Conticello, byzantiniste et historien de la théologie, italien

## Institutions

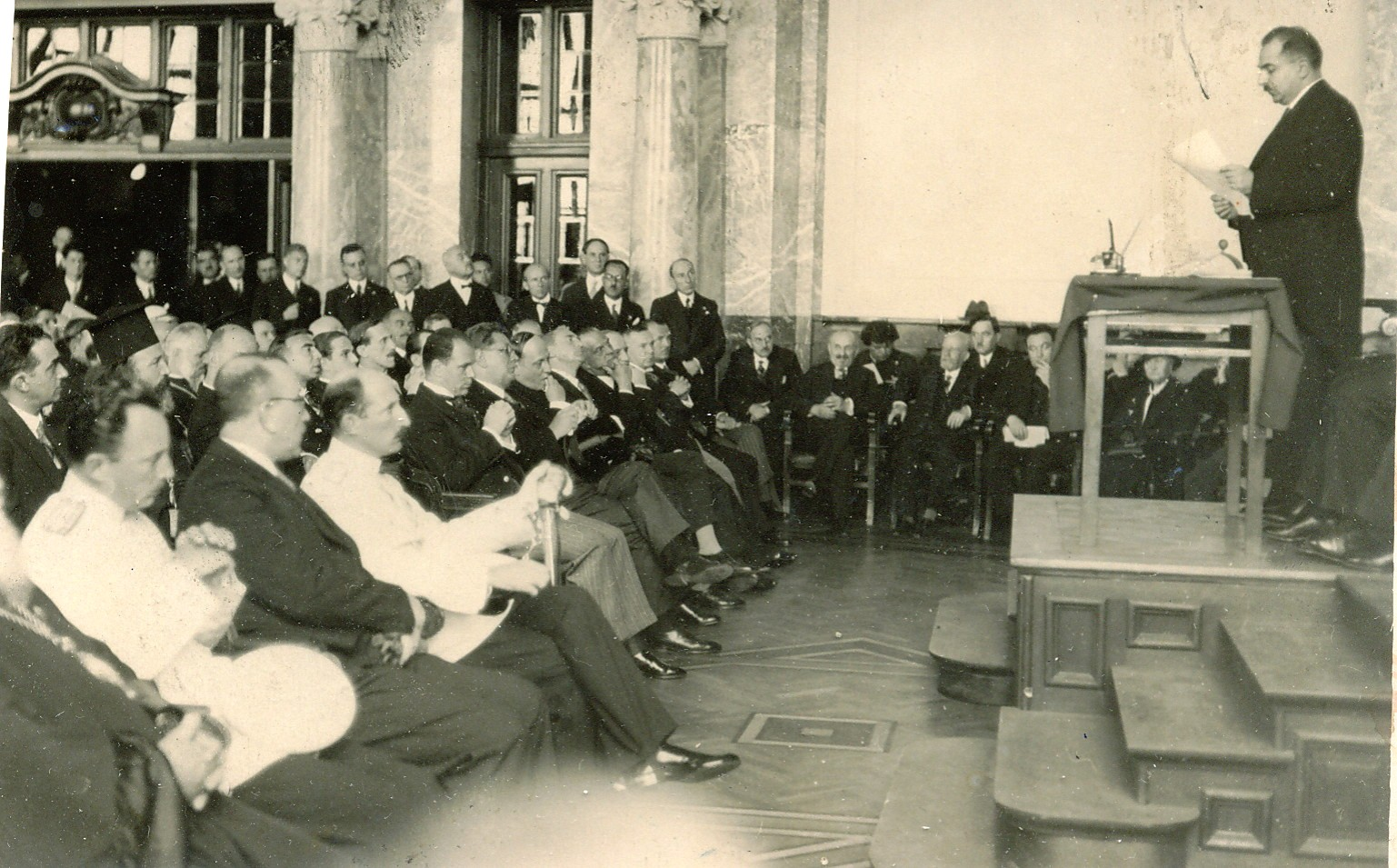
Séance d'ouverture du IVe Congrès international des études byzantines dans l'amphithéâtre de l'université de Sofia, 9 septembre 1934.

- Allemagne :

Leibniz-Wissenschafts Campus Mainz, Byzanz zwischen Orient und Okzident
- Australie/Nouvelle-Zélande :

Australian Association for Byzantine Studies (AABS), non-profit organization
- Autriche :

Institut für Byzanzforschung (IBF), Académie autrichienne des Sciences
- Canada :

The Canadian Committee of Byzantinists
- États-Unis d’Amérique :

- Byzantine Studies Association of North America

- Dumbarton Oaks : Byzantine Institute of America, Dumbarton Oaks, Washington D.C.

- Institute for Byzantine and Modern Greek Studies (IBMGS), non-profit cultural organization, Belmont, Massachusetts
- France :

- Association internationale des études byzantines, association créée en 1948 à l'initiative de Paul Lemerle au cours des VIe et VIIe congrès internationaux de Paris et Bruxelles et dont le siège est à Paris.

- Comité Français des Études Byzantines, comité national français dépendant de l'AIEB.

- Centre de recherche d'histoire et civilisation de Byzance, fondé en 1972 par Paul Lemerle, fait partie depuis 2006 de l'Unité mixte de recherche (UMR) 8167 Orient et Méditerranée du CNRS à Paris.

- Institut d'études byzantines du Collège de France à Paris, abrite le Centre de recherche d'histoire et civilisation de Byzance et le centre de documentation associé.

- Institut français d'études byzantines, fondé à Kadıköy, l'ancienne Chalcédoine, en 1895 par les prêtres de la congrégation des Augustins de l'Assomption sous la direction de Louis Petit, s'est d'abord appelé École pratique des hautes études. Son domaine d'activité est l'histoire, la langue et la liturgie des Églises gréco-slaves. Ce centre s'est appelé Institut français d'études byzantines au moment de son transfert à Bucarest, en 1937. En 1947, trois religieux accusés de complot sont arrêtés puis expulsés en France, un quatrième resté sur place a pu mettre la bibliothèque à l'abri à l'ambassade de France. Les ouvrages et la documentation de l'IFEB ont été ramenés en France en 1949. L'IFEB s'est alors installé dans une maison que les Assomptionistes possédaient à Paris, jusqu'en 1980. Après trois ans de fermeture, l'IFEB est logé dans un local acquis par l'Institut catholique de Paris où il reste jusqu'en 1994. Il est à cette date rattaché à l'Institut catholique de Paris,.

- Institut français d’études anatoliennes, centre de recherche français dépendant du ministère des Affaires étrangères et européennes et du Centre national de la recherche scientifique, créé en 1930 sous le nom d'Institut français d'archéologie de Stamboul.
- Italie :

Institut hellénique d'études byzantines et post-byzantines de Venise, (Ministère des Affaires étrangères de Grèce)
- Royaume-Uni :

Society for the Promotion of Byzantine Studies (SPBS)
- Serbie :

Vizantološki institut (Institut des Études byzantines), Serbian Academy of Science and Arts

## Revues
- Byzantine and Modern Greek Studies, Birmingham,  (ISSN 0307-0131).
- Byzantina Symmeikta, Athens,  (ISSN 1105-1639).
- Byzantinische Zeitschrift, Munich,  (ISSN 0007-7704).
- Byzantinoslavica, Prague,  (ISSN 0007-7712)
- Byzantion: revue internationale des études byzantines, Bruxelles.  (ISSN 0378-2506), URL : http://www.kbr.be/~tnazyb/.
- Dumbarton Oaks Papers, Washington,  (ISSN 0070-7546).
- Gouden hoorn, Amsterdam,  (ISSN 0929-7820)
- Jahrbuch der Österreichischen Byzantinistik, Vienna,  (ISSN 0378-8660).
- Revue des études byzantines, Paris,  (ISSN 0373-5729).
- Rivista di studi bizantini e neoellenici, Rome,  (ISSN 0557-1367).
- Vizantiyskiy Vremennik, Moscow,  (ISSN 0132-3776)
- Zbornik radova Vizantološkog instituta, Belgrade,  (ISSN 0584-9888).

## Sources
- (de)/(en) Cet article est partiellement ou en totalité issu des articles intitulés en allemand « Byzantinistik » (voir la liste des auteurs) et en anglais « Byzantine studies » (voir la liste des auteurs).